# Der scharlachrote Buchstabe

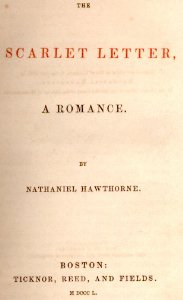
Erstausgabe The Scarlet Letter (1850)

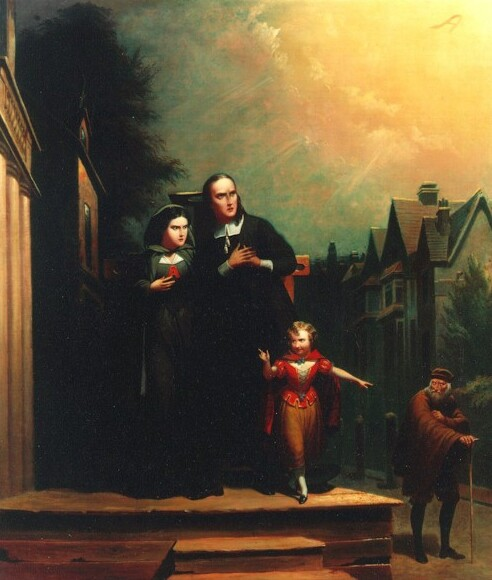
The Scarlet Letter, Ölgemälde von T. H. Matteson (1860)

Der scharlachrote Buchstabe, im Original The Scarlet Letter, ist ein Roman von Nathaniel Hawthorne, erschienen 1850. Er gilt als eines der bedeutendsten Werke der amerikanischen Literatur.

## Inhalt
Die Handlung des Romans spielt in einer strenggläubigen Siedlung in Neuengland zu Zeiten des amerikanischen Puritanismus, also gegen Ende des 17. Jahrhunderts. Hawthorne erzählt die Geschichte der Ehebrecherin Hester Prynne, die trotz öffentlicher Anprangerung den Vater ihres illegitimen Kindes nicht nennen will (ihr Ehemann gilt zunächst als auf See verschollen). Zur Strafe muss sie jederzeit ein scharlachrotes „A“ auf ihrer Brust tragen. Der Leser erfährt bald, dass es sich beim Vater des Kindes, einer Tochter namens Pearl, um Arthur Dimmesdale, den Pfarrer des Dorfes, handelt.
Der zentrale Konflikt des Romans spielt sich zwischen Dimmesdale und Hesters Ehemann, dem Dorfarzt Roger Chillingworth, ab, der den Pfarrer mit subtiler psychischer Folter in den Wahnsinn treibt. Neben einer mysteriösen Herzschwäche leidet der Dorfpfarrer an Versündigungsgedanken, denen er mit Selbstkasteiung zu begegnen versucht. Hester hingegen gelingt es mit der Zeit, durch makelloses Betragen die Achtung ihrer Mitmenschen wiederzuerlangen; sie legt das „A“ aber nie wieder ab. Am Ende bekennt sich Dimmesdale öffentlich zu seiner Beziehung mit Hester, indem er vor seinen Mitbürgern seine Brust entblößt, auf der sich ebenfalls ein Mal ähnlich Hesters „A“ befindet, um dann in Frieden zu sterben. Chillingworth, seiner Macht über ihn und Hester beraubt, findet innerhalb Jahresfrist ebenfalls den Tod.

## Rezeption
Die starke Verankerung in der amerikanischen Kultur und die bis heute übliche Behandlung des Buches im Schulunterricht machten es zum Objekt einiger Anspielungen in der Populärkultur. So markiert in Zwielicht (1996) der Angeklagte Aaron Stampler, bzw. sein Alter Ego Roy, eine Stelle im Buch, die die Tat begründen soll. Der Film Einfach zu haben (2010) bezieht sich sowohl in der Handlung als auch im englischen Originaltitel Easy A auf das Werk; die Protagonistin Olive Penderghast identifiziert sich mit Hester Prynne. In der deutschen Eigenschreibweise des Filmtitels ist das A in haben groß und rot hervorgehoben. In Crazy, Stupid, Love (2011) wird Robbie Weaver wegen seiner Interpretation des Buches im Schulunterricht in Bezugnahme auf seine eigene Situation bestraft. In der Simpsons-Episode Dangers on a Train beschmiert Maggie Simpson den vermeintlichen Liebhaber ihrer Mutter Marge mit Ketchup, sodass ein rotes A auf seiner Brust zu sehen ist. In der 13. Folge der 5. Staffel der Serie The Walking Dead begehrt Rick Grimes die verheiratete Jessie. Auf einer Feier stempelt ihr Sohn in Gegenwart seiner Eltern ein rotes „A“ auf die Hand. Auch beide Eltern tragen das „A“.
Die Frage, wofür der Buchstabe „A“ steht, ist das vermutlich berühmteste Rätsel der amerikanischen Literatur. Naheliegend wäre Adulteress (Ehebrecherin), doch taucht dieses Wort im Roman nicht auf. Daher reichen die spekulativen Vorschläge von "Adultery" (Ehebruch, wahrscheinlich), Adam's Fall (Sündenfall) über Art (Kunst) und "Angel" (Engel) bis hin zu America.

## Sekundärliteratur
- Kate Winkler Dawson: The Sinners All Bow: Two Authors, One Murder, and the Real Hester Prynne. Penguin, New York 2024, ISBN 978-0-593-71361-7.
- Charles Feidelson Jr.: Nathaniel Hawthornes >The Scarlet Letter<. In: Gerhard Hoffmann (Hrsg.): Amerikanische Literatur des 19. Jahrhunderts – Interpretationen Band X. Fischer Taschenbuch Verlag, Frankfurt a. M. 1971, ISBN 3-436-01456-7, S. 94–125.
- Arvin R. Wells: Hawthorne, Nathaniel: The Scarlet Letter. In: John V. Hagopian, Martin Dolch (Hrsg.): Insight I · Analyses of American Literature, Hirschgraben Verlag Frankfurt a. M. 1971, S. 82–91.

## Bearbeitungen

### Verfilmungen
Der Roman ist bisher dreizehnmal verfilmt worden, unter anderem:
- 1917: E, der scharlachrote Buchstabe – Regie: Emerich Hanus, Hauptrolle: Martha Novelly
- 1926: Der scharlachrote Buchstabe (The Scarlet Letter) – Regie: Victor Sjöström, Hauptrolle: Lillian Gish
- 1934: The Scarlet Letter – Regie: Robert G. Vignola, Hauptrolle: Colleen Moore
- 1973: Der scharlachrote Buchstabe – Regie: Wim Wenders, Hauptrolle: Senta Berger
- 1974: Der scharlachrote Buchstabe (Le miroir écarlate) – Regie: Marcel Cravenne, Hauptrolle: Dominique Vincent
- 1979: Der scharlachrote Buchstabe (The Scarlet Letter) – Regie: Rick Hauser, Hauptrolle: Meg Foster
- 1995: Der scharlachrote Buchstabe (The Scarlet Letter) – Regie: Roland Joffé, Hauptrolle: Demi Moore
- 2010: Einfach zu haben (Easy A) – Regie: Will Gluck, Hauptrolle: Emma Stone (Das Drehbuch wurde teilweise durch den Roman inspiriert.)

### Vertonungen
- 1965/2010 The Scarlet Letter - Oper in vier Akten von Fredric Kroll, UA 2013

## Ausgaben
Die maßgebliche moderne Ausgabe ist zugleich der erste Band der Hawthorne-Gesamtausgabe der Ohio State University Press:
- Nathaniel Hawthorne: The Scarlet Letter. Ohio State University Press, Columbus OH 1962. (= William Charvat, Roy Harvey Pearce, Claude M. Simpson et al.: The Centenary Edition of the Works of Nathaniel Hawthorne, Band I).

Übersetzungen
Es liegen mehrere Übersetzungen ins Deutsche vor:
- Der scharlachrote Buchstabe. Deutsch von Jürgen Brôcan. Hanser, München, 2014, ISBN 978-3-446-24490-0.[1]
- Der scharlachrote Buchstabe & Die Blithedale-Maskerade. Deutsch von Franz Blei (durchgesehen und ergänzt von Ruth und Hans-Joachim Lang). Winkler, München 1975, ISBN 3-538-05254-9
- Der scharlachrote Buchstabe. Deutsch von Richard Mummendey. Manesse, Zürich 1957, ISBN 3-7175-1176-9
- Der scharlachrote Buchstabe. Deutsch von Barbara Cramer-Nauhaus. Dieterich, Leipzig, 1952, ISBN 3-7961-2526-3 (Sammlung Dieterich Band 140)
- Der scharlachrote Buchstabe. Deutsch von Paula Saatmann. Alber, 1948
- Der scharlachrote Buchstabe. Deutsch von  Lily Dolezal-Zweck. Atlas, 1956
- Der scharlachrote Buchstabe. Deutsch von Gretl Pfandler. Forum, 1954
- Der scharlachrote Buchstabe. Deutsch von Adele Elkan, ca. 1930
- Der Scharlachbuchstabe. Deutsch von Wilhelm Eduard Drugulin. Christian Ernst Kollmann, 1851
- Der Scharlach-Buchstabe. Deutsch von L. du Bois. Velhagen und Klasing, 1851

E-Texte
Hörbücher
- Der scharlachrote Buchstabe. Deutsch von Barbara Cramer-Nauhaus. Gelesen von Anna Hertz. Radioropa Hörbuch, Daun 2006, ISBN 978-3-86667-594-0
- The Scarlet Letter Public-Domain-Hörbuch bei LibriVox